# Hameau Boileau
Pour les articles homonymes, voir Boileau.
Ne doit pas être confondu avec Rue Boileau (Paris) ou Villa Boileau.
Le hameau Boileau est, comme la villa Montmorency, une villa du  16e arrondissement de Paris.

## Situation et accès
L'entrée de ce quartier privé se situe au 38, rue Boileau. Il est composé de cinq voies : l'avenue Molière, l'avenue Despréaux, l'impasse Racine, l'impasse Corneille et l'impasse Voltaire, et compte 60 numéros.

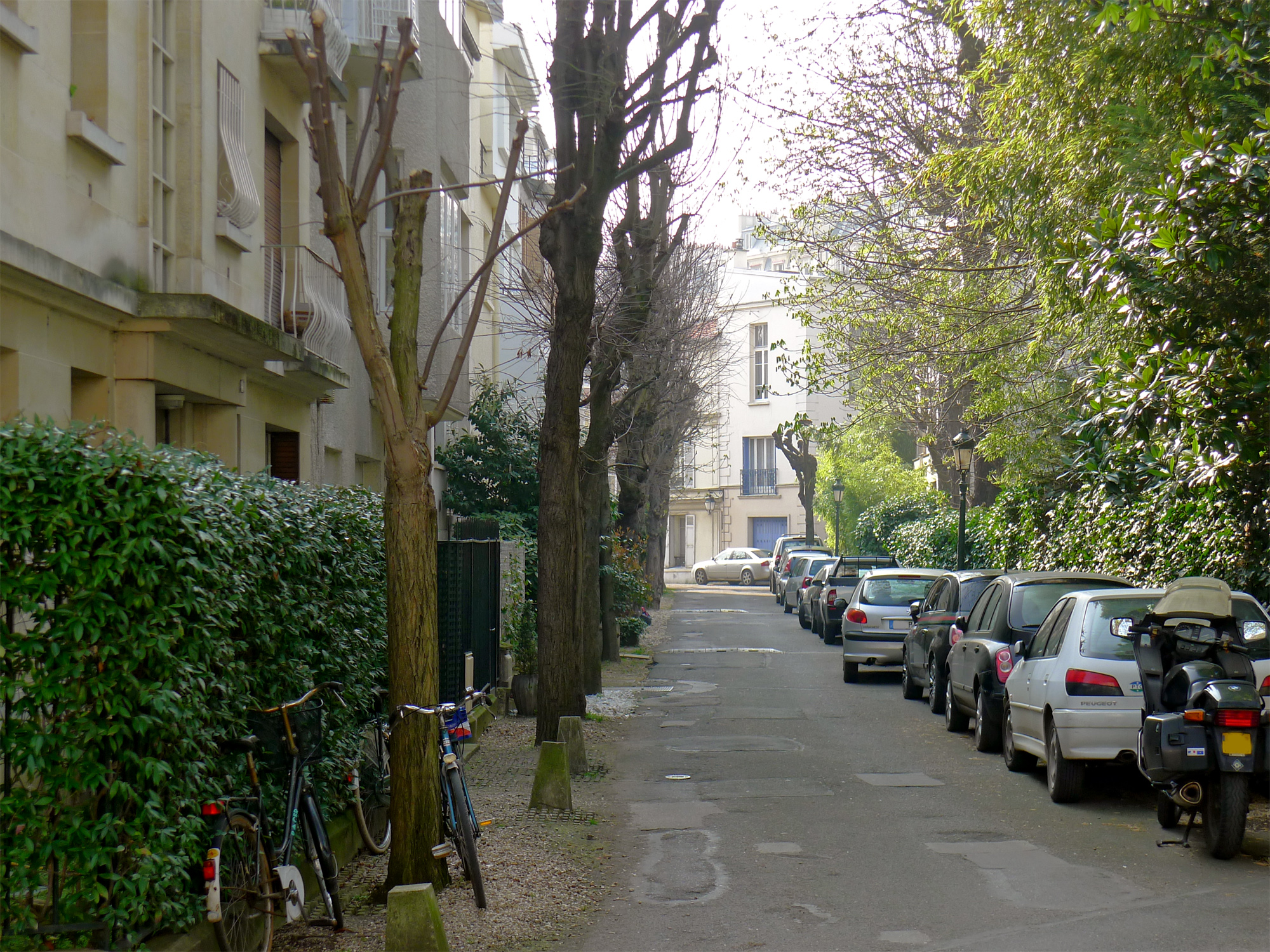
Avenue Despréaux.
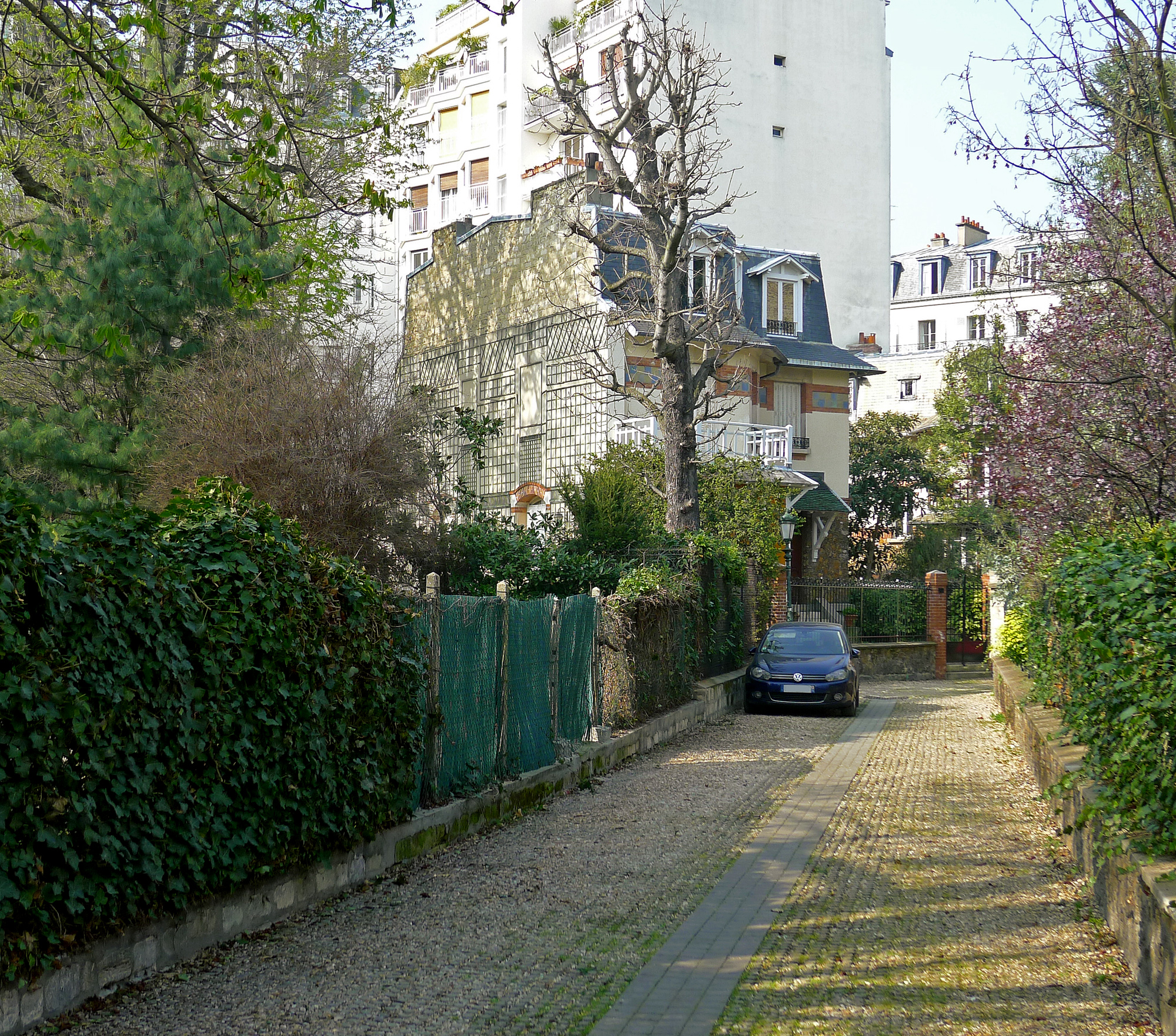
Impasse Corneille.
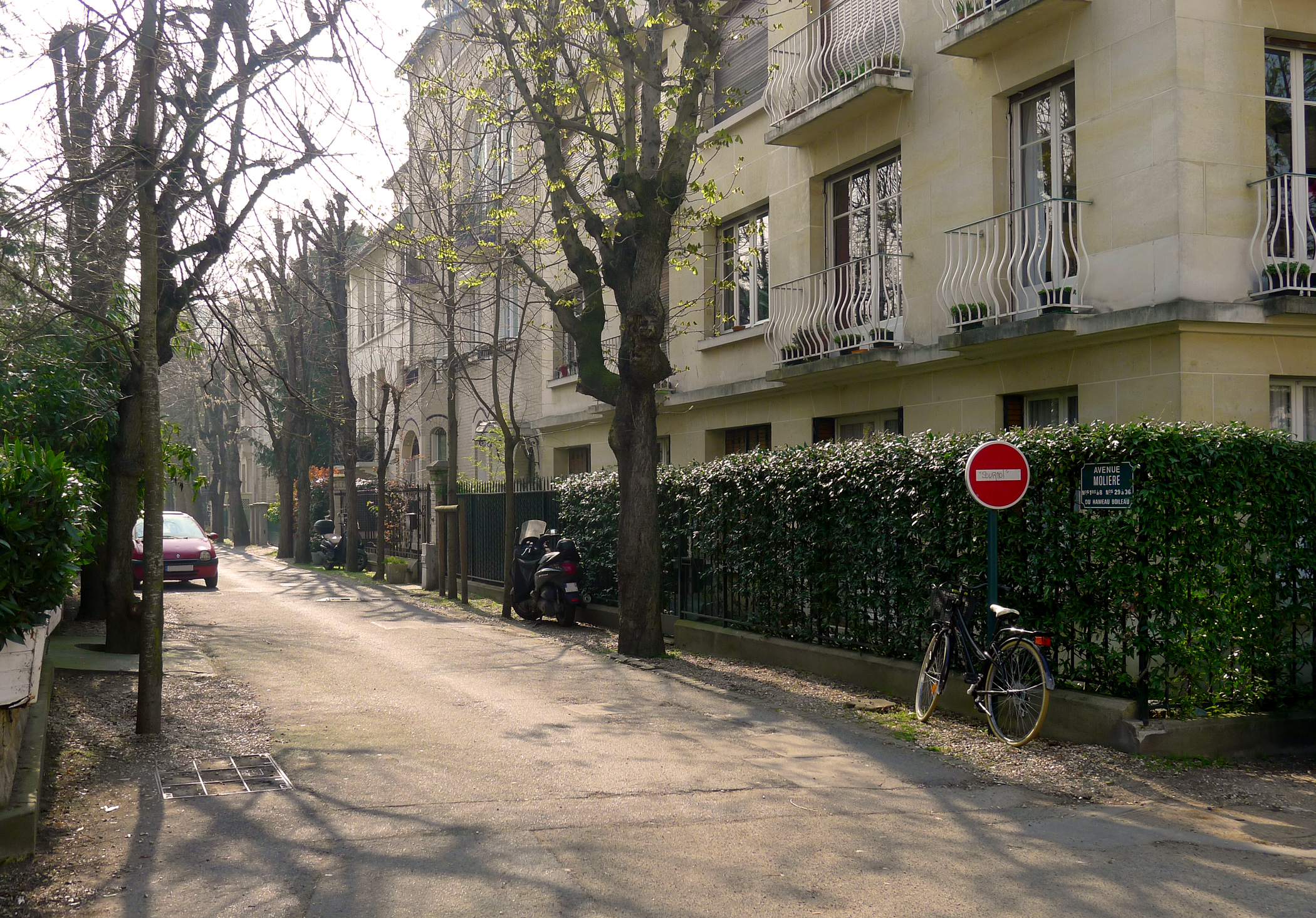
Avenue Molière.

Le hameau Boileau est desservi à proximité par les lignes 9 et 10 à la station Michel-Ange - Molitor.

## Origine du nom
Il porte ce nom en raison de sa proximité avec la rue éponyme, du nom de l'écrivain Nicolas Boileau, qui y posséda une maison, où il reçut notamment Molière et Racine.

## Historique
Créé en 1838 dans ce qui était à l'époque une banlieue de Paris, le hameau Boileau était à sa création la propriété de l'imprimeur Rose-Joseph Lemercier et a été dessiné par l'architecte Théodore Charpentier,.
Le hameau Boileau est classé comme site par décret du 3 juillet 1970, alors qu'il faisait face à des menaces de démolition de la part de promoteurs immobiliers.
D'aspect bucolique, loti de maisons rappelant l'ancien village d'Auteuil, il tranche avec les rues généralement bordées d'immeubles de la capitale.

## Bâtiments remarquables et lieux de mémoire
Ont habité dans le hameau Boileau :
- le prince Pierre-Napoléon Bonaparte (1815-1881)[1] ;
- le sculpteur Jean-Baptiste Carpeaux (1827-1875)[1] ;
- le sculpteur Georges Muguet (1903-1988) ;
- l'explorateur Gabriel Bonvalot (1853-1933)[1] ;
- Monsieur et madame Griffon, propriétaires du restaurant Griffon ;
- no 14 bis : l'artiste peintre Amédée Julien Marcel-Clément y est né le 15 septembre 1873 ;
- no 21 : le sculpteur Paul Moreau-Vauthier (1871-1936)[1] ;
- no 24 : un manoir néogothique-normand avec tourelle et colombages réalisé par l'architecte Jean-Charles Danjoy[5] est le lieu de tournage du film Hibernatus avec Louis de Funès en 1969[6],[7].
- Pensionnat israélite Kahn, dont l'épouse de Paul Gavarni fut sous-directrice. La comédienne Sarah Bernhardt (1844-1923) y aurait étudié[1] ;
- Bâtiment de l'ambassade d'Algérie. Il s'agit de l'École internationale algérienne Malek-Bennabi, dont l'entrée se trouve 40 rue Boileau.
- À l'entrée du hameau se trouve un bas-relief sur un médaillon sculpté. Autour de deux personnages représentés de profil figurent les inscriptions « Hubert Robert » et « Boileau-Despréaux ».

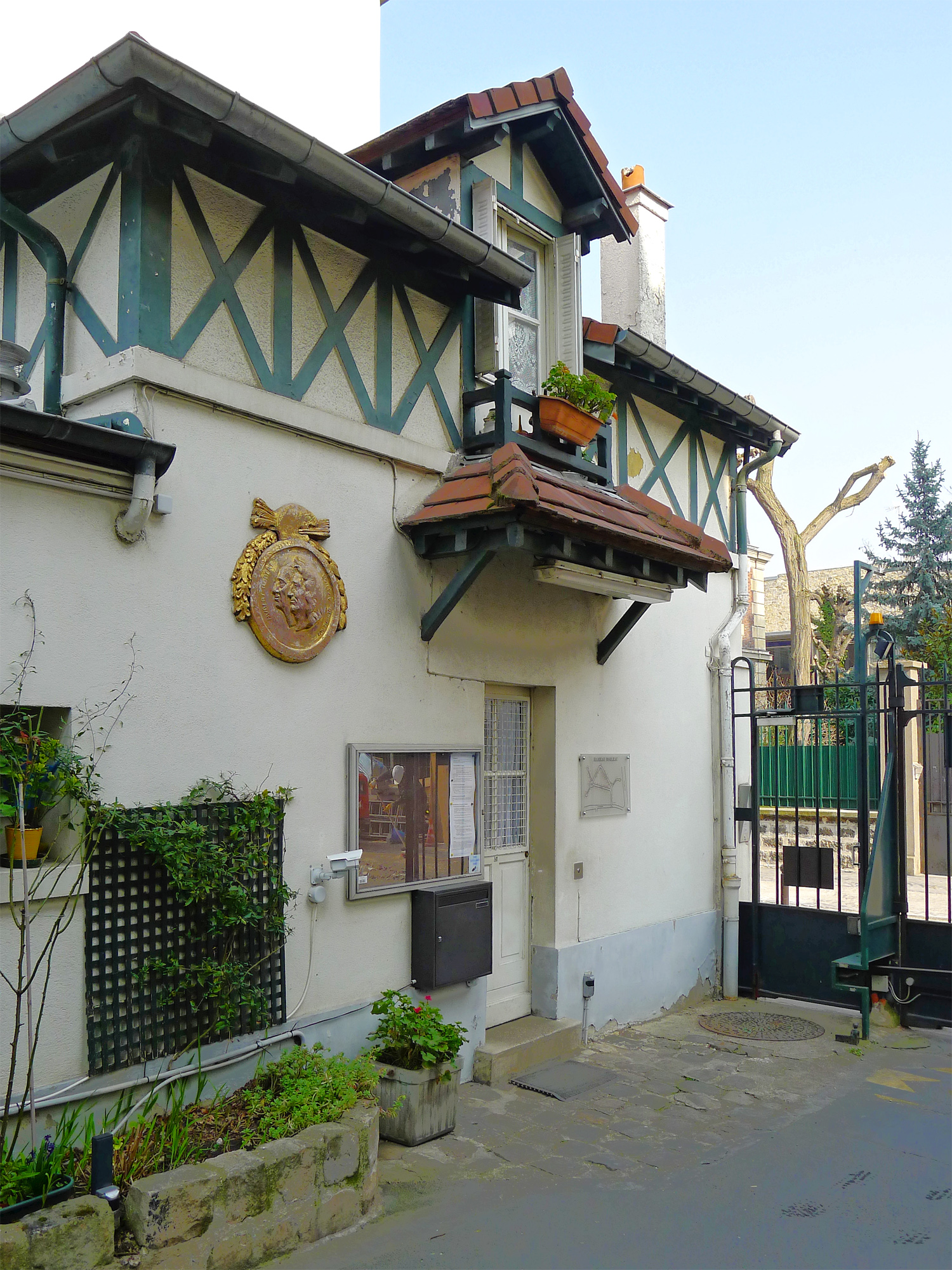
Premier bâtiment après l'entrée.
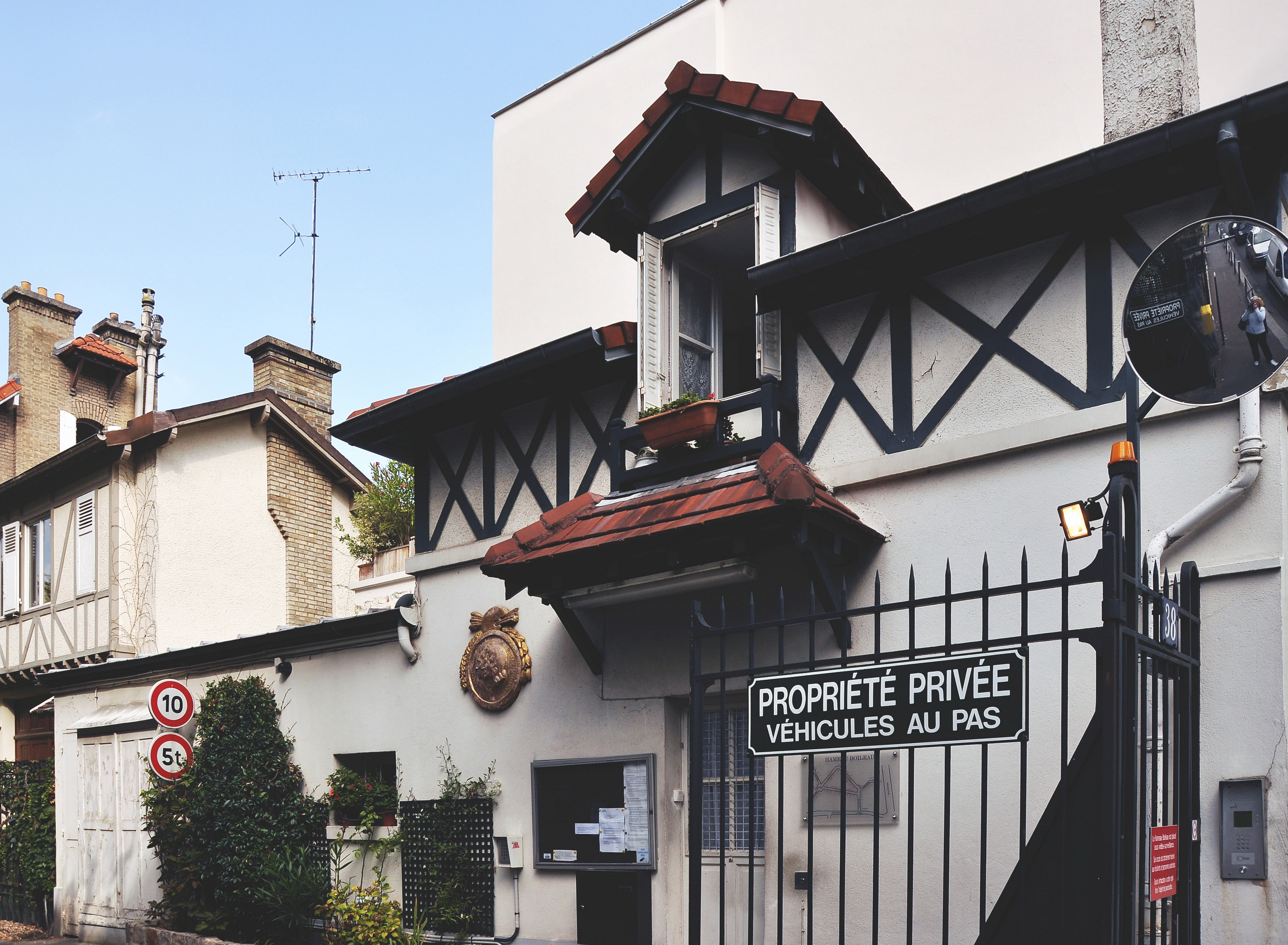
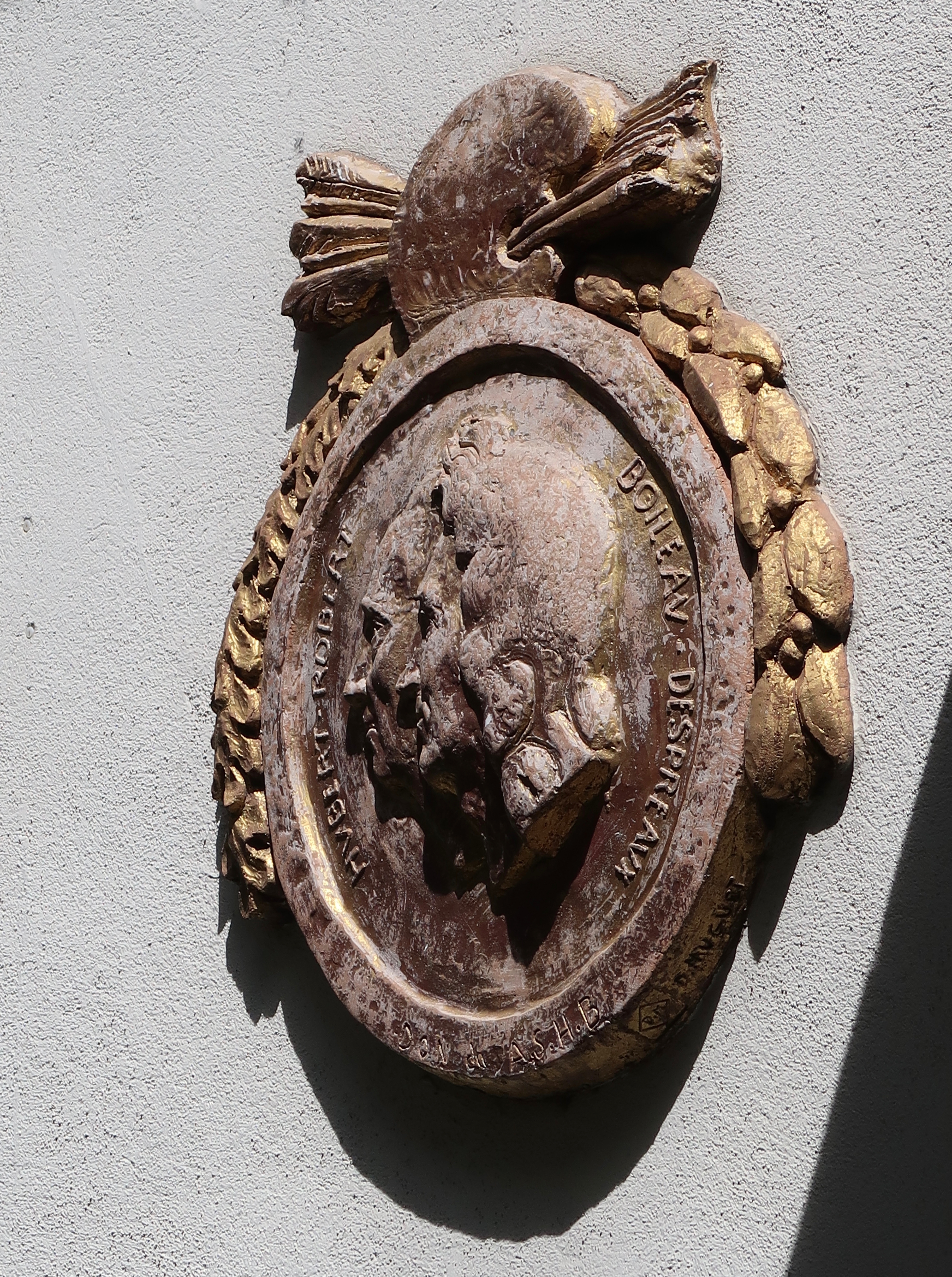
Détail du bas-relief près de l'entrée.
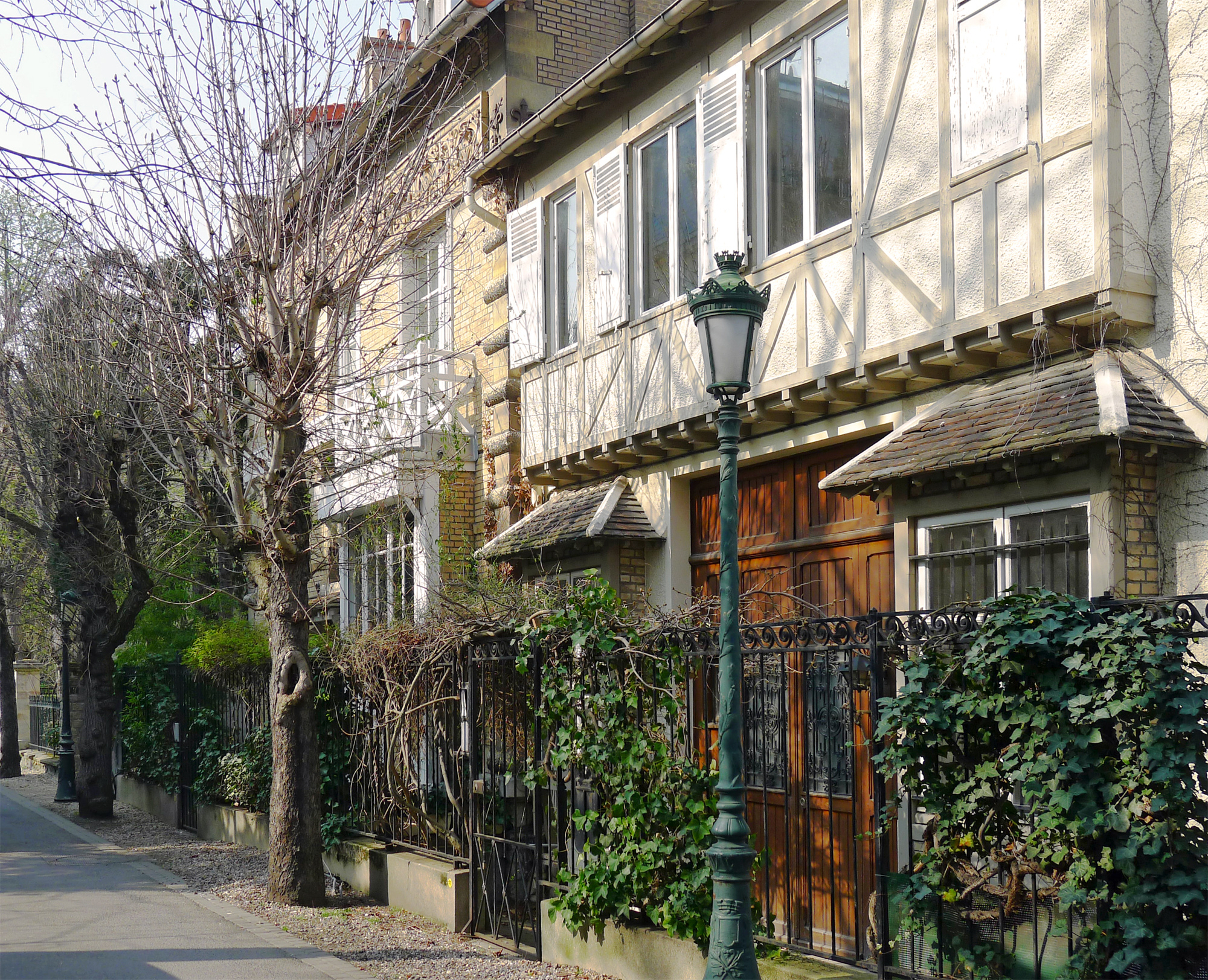
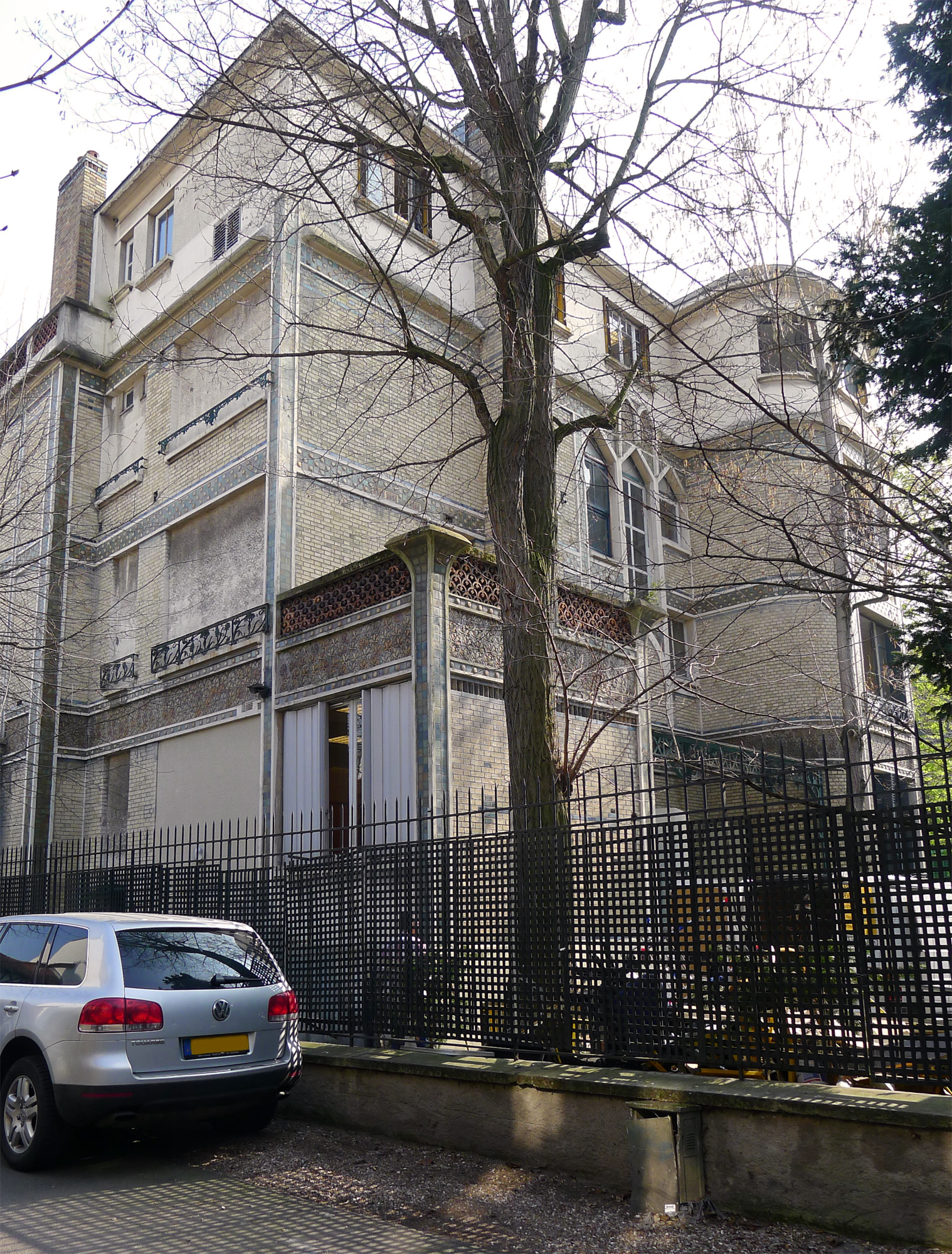
Bâtiment de l'ambassade d'Algérie vu de derrière.